# Kybos strigilifer
Kybos strigilifer är en insektsart som först beskrevs av Ossiannilsson 1941.  Kybos strigilifer ingår i släktet Kybos och familjen dvärgstritar. Arten är reproducerande i Sverige. Inga underarter finns listade i Catalogue of Life.